# Beneath with Me
Beneath with Me è un singolo realizzato dai produttori discografici e disc jockey Kaskade e deadmau5, in collaborazione con la cantautrice Skylar Grey.

## Videoclip
Grey appare nel videoclip, in cui rimane ferita in seguito a un incidente d'auto con il suo compagno (interpretato da un attore sconosciuto) che giace privo di sensi sul lato della strada. Grey striscia fuori dall'auto mentre canta e zoppica verso una luce in lontananza; nel mentre il video si focalizza lontano da lei verso il suo compagno, che si sveglia e corre verso l'auto. Tira Grey (che probabilmente stava vivendo un'esperienza extracorporea) fuori dall'auto mentre riprende conoscenza.

## Tracce
1. Beneath with Me (feat. Skylar Grey)